# Провинции Вьетнама
Провинции Вьетнама (вьет. Tỉnh Việt Nam) — административные единицы первого уровня Вьетнама, согласно двухуровневому принципу административного деления Вьетнама по Конституции Вьетнама 1992 года.
Кроме провинций, к первому уровню административного деления Вьетнама относятся и 6 городов центрального подчинения (вьет. Thành phố trực thuộc Trung ương), имеющих такой же статус, как и провинции.
В 2025 году проведено объединение ряда провинций и сокращение общего числа административных единиц страны с 63 до 34 в рамках плана масштабной реструктуризации. 

## Органы власти
В каждой провинции жителями избирается народный совет (вьет. Hội Đồng Nhân Dân), количество членов которого зависит от количества жителей в регионе. Совет избирает из своего числа народный комитет (вьет. Uỷ Ban Nhân Dân) состоящий из председателя, заместителя и 9-11 членов. Народный комитет является исполнительной ветвью власти провинции, несет ответственность за формулирование и проведение политики развития. Такая схема управления наследуется от правительства страны. Народный совет подчиняется центральному правительству.

## Перечень провинций Вьетнама

Карта провинций Вьетнама и городов центрального подчинения

На 2025 год во Вьетнаме 28 провинций.
| Название  | Столица Административный центр | Площадь (км²) | Население (тыс. чел.) | Плотность населения (чел/км²) |
| --------- | ------------------------------ | ------------- | --------------------- | ----------------------------- |
| Анзянг    | Лонгсюен                       | 9888,91       | 4952                  |                               |
| Бакнинь   | Бакнинь                        | 4718,6        | 3619                  |                               |
| Виньлонг  | Виньлонг                       | 6296,20       | 4258                  |                               |
| Даклак    | Буонметхуот                    | 18096,40      | 3347                  |                               |
| Донгнай   | Бьенхоа                        | 12737,18      | 4491                  |                               |
| Донгтхап  | Каолань                        | 5938,64       | 4370                  |                               |
| Дьенбьен  | Дьенбьенфу                     | 9562.9        | 547.8                 | 57.0                          |
| Зялай     | Плейку                         | 21576,53      | 3584                  |                               |
| Камау     | Камау                          | 7942,39       | 2607                  |                               |
| Каобанг   | Каобанг                        | 6703.4        | 522.4                 | 78.0                          |
| Куангнгай | Куангнгай                      | 14832,55      | 2162                  |                               |
| Куангнинь | Халонг                         | 6102.3        | 1211.3                | 199.0                         |
| Куангчи   | Донгха                         | 12700         | 1871                  |                               |
| Кханьхоа  | Нячанг                         | 8555,86       | 2244                  |                               |
| Лайтяу    | Лайтяу                         | 9068.8        | 425.1                 | 47.0                          |
| Ламдонг   | Далат                          | 24233,07      | 3873                  |                               |
| Лангшон   | Лангшон                        | 8320.8        | 757.9                 | 91.0                          |
| Лаокай    | Лаокай                         | 13256,92      | 1779                  |                               |
| Нгеан     | Винь                           | 16490.0       | 3063.9                | 186.0                         |
| Ниньбинь  | Хоалы                          | 3942,62       | 4412                  |                               |
| Туенкуанг | Туенкуанг                      | 13795,50      | 1865                  |                               |
| Тхайнгуен | Тхайнгуен                      | 8375,21       | 1799                  |                               |
| Тханьхоа  | Тханьхоа                       | 11129.5       | 3514.2                | 316.0                         |
| Тэйнинь   | Тэйнинь                        | 8536,44       | 3254                  |                               |
| Футхо     | Вьетчи                         | 9361,38       | 4023                  |                               |
| Хатинь    | Хатинь                         | 5997.8        | 1261.3                | 210.0                         |
| Хынгйен   | Хынгйен                        | 2514,81       | 3568                  |                               |
| Шонла     | Шонла                          | 14174.4       | 1182.4                | 83.0                          |

## Ранее существовавшие провинции

### Упразднённые в 2025 году
Провинции, прекратившие существование в результате административной реформы 2025 года:
- Бариа-Вунгтау
- Биньзыонг
- Хайзыонг
- Куангнам (вошла в состав Дананга)
- Шокчанг
- Хаузянг
- Хазянг
- Йенбай
- Баккан
- Виньфук
- Хоабинь
- Бакзянг
- Тхайбинь
- Ханам
- Намдинь
- Куангбинь
- Контум
- Биньдинь
- Ниньтхуан
- Дакнонг
- Биньтхуан
- Фуйен
- Биньфыок
- Лонган
- Бенче
- Чавинь
- Тьензянг
- Бакльеу
- Кьензянг

### Упразднённые ранее
- Айтяу[вьет.] — провинция времён Третьего китайского завоевания.
- Ансюен[вьет.] — существовала с 1956 года до объединения Вьетнама в 1976, её территория почти полностью соответствует современной провинции Камау.
- Бактхай[вьет.] — с 1996 разделена на Баккан и Тхайнгуен.
- Биньтуи[вьет.] — ныне западная часть провинции Биньтхуан
- Биньчитхьен[вьет.] — провинция, объединявшая провинции Куангбинь, Куангчи и Тхыатхьен с 1976 по 1992 годы.
- Бьенхоа[вьет.] — существовала с 1832 года по 1976 год.
- Виньбинь[вьет.] — существовала в Южном Вьетнаме в 1956-1976 годах.
- Виньфу — была разделена на провинции Виньфук и Футхо в 1996 году[5].
- Гоконг[вьет.] — провинция в Южном Вьетнаме, существовала с 1900 года по 1976 год.
- Диньтыонг[вьет.] — существовала при династии Нгуен и в Южном Вьетнаме до 1976 года.
- Зядинь — существовала с 1832 года по 1976 год, когда она стала городом Хошимин.
- Куангтин — провинция в Южном Вьетнаме, существовала с 1962 года по 1976 год.
- Кыулонг — провенция в дельте Меконга, создана в 1976, разделена на провинции Виньлонг и Виньбинь в 1992 году.
- Лонгкхань[вьет.] — существовала в Южном Вьетнаме в 1956-1975 годах.
- Миньхай — была разделена на провинции Камау и Бакльеу в 1996 году[5].
- Нгетинь — была разделена на провинции Нгеан и Хатинь[6], была известна как Советская республика Нгетинь, провозглашенная в сентябре 1930 против колониального правительства Франции и просуществовавшая до 1931.
- Танан[вьет.] — существовала с 1900 года по 1956 год.
- Тёлон[вьет.] — выделена из провинции Зядинь в 1899 году, просуществовала до 1951 года.
- Тьыонгтхьен[вьет.] — провинция Южного Вьетнама в 1961—1975 годах, ныне часть провинции Хаузянг.
- Тяудок — после 1975 года упразднена, территория вошла в состав провинции Анзянг.
- Фыоклонг — существовала в Южном Вьетнаме в 1956-1976 годах.
- Фыоктуи[вьет.] — существовала в Южном Вьетнаме в 1956-1976 годах.
- Фыоктхань[вьет.] — существовала в Южном Вьетнаме в 1959-1965 годах.
- Хабак[вьет.] — была разделена на провинции Бакзянг и Бакнинь в 1996 году[5].
- Хайхынг[вьет.] — провинция, объединявшая провинции Хайзыонг и Хынгйен с 1968 по 1996 годы.
- Ханамнинь — была разделена на три провинции: Ханам, Намдинь и Ниньбинь в 1996 году[5].
- Хатэй[вьет.] — существовала в 1965—1975 годах, затем с 1991 по 2008 год, когда была включена в состав Ханоя.
- Хаунгиа[вьет.] — существовала в 1963-1976 годах на границе с Камбоджей.
- Хашонбинь — в 1991 году была разделена на провинции Хатэй[вьет.] и Хоабинь[6] — затем, 1 августа 2008, Хатай и четыре деревни из провинции Хоабинь вошли в состав Ханоя)[7]
- Шадек[вьет.] — провинция в Южном Вьетнаме, существовала с 1900 года по 1976 год.
- Шонгбе[вьет.] — существовала с 1976 года по 1997 год.